# Vasko Simoniti
Vasko Simoniti, slovenski zgodovinar in politik, * 23. marec 1951, Ljubljana
Simoniti je doktor zgodovinskih znanosti in upokojeni redni profesor na Filozofski fakulteti Univerze v Ljubljani. V času 8. vlade Republike Slovenije je bil kot član Slovenske demokratske stranke imenovan na mesto ministra za kulturo Republike Slovenije. Na to mesto je bil ponovno imenovan v času 14. vlade Republike Slovenije.

## Znanstvena kariera
Leta 1977 je diplomiral na Oddelku za zgodovino Filozofske fakultete Univerze v Ljubljani, kjer je 1989 tudi doktoriral s tezo Obrambna organizacija pred turškimi napadi v slovenskih deželah  v  16.  stoletju. Po kratkem delu v državni upravi se je leta 1981 zaposlil na Filozofski fakulteti kot asistent. Leta 1989 je bil izvoljen za docenta, leta 1994 za izrednega in leta 2000 za rednega profesorja za zgodovino novega veka. V letih 1990-91 ter 2001-03 je bil predstojnik Oddelka za zgodovino Filozofske fakultete. V letih 1993–96 je vodil raziskovalni projekt Družba, gospodarstvo, kultura, življenje na Slovenskem od srednjega veka do konca 18. stoletja.Raziskuje slovensko zgodovino v času od 16. do 18. stoletja, predvsem problematiko osmanskih vpadov in obrambe pred njimi, vprašanja zgodovinopisja in polpretekle zgodovine. S Petrom Štihom je napisal novejšo poljudnoznanstveno Slovensko zgodovino do razsvetljenstva, ki je na sintetičen način širši publiki predstavila nove poglede na starejšo zgodovino slovenskega prostora in je bila prevedena v hrvaščino ter nemščino. Skupaj z Dragom Jančarjem pa je pripravil odmevno razstavo in zbornik Temna stran meseca, o značilnostih avtoritarne vladavine v Jugoslaviji po drugi svetovni vojni.

## Politična kariera
V politiko je aktivno vstopil s kandidaturo na državnozborskih volitvah leta 2000, uveljavil se je kot vodja kampanje Barbare Brezigar na volitvah za predsednika Republike Slovenije leta 2002, leta 2004 je bil med ustanovnimi člani Zbora za republiko, od leta 2004 do 2008 pa je bil minister za kulturo v vladi Janeza Janše. Z nastopom nove vlade Janeza Janše marca 2020 je položaj zasedel ponovno. V njegovem drugem mandatu je bil proračun za kulturo zvišan za 46 milijonov evrov na rekordno raven, 237 milijonov evrov. Začel se je tudi postopek ustanovitve Muzeja slovenske osamosvojitve in uvrstit obnovo SNG Drama Ljubljana, Arhiva Republike Slovenije in mariborskega Centra Rotovž na seznam prednostnih investicij. Povečana so bila tudi sredstva za filmski resor in samozaposlene v kulturi. Simonitiju so opozicija in del kulturnega sektarja očitali ignoranco, politično kadrovanje in vmešavanje v medije. Iz naslova slednjega se je s premierjem Janšo nameraval udeležil razprave v Evropskem parlamentu, ki pa sta jo zaradi nepredvajanja vidoposnetka na medijev v Sloveniji protestno zapustila. Zoper njega je stranka Socialni demokrati vložila nezaupnico, ki je bila na sporedu 25. marca 2021 in ni uspela.
Je član Slovenske demokratske stranke, dejaven je tudi v Zboru za republiko in je bil med drugim med podpisniki spomenice, ki je pred referendumu o arbitražnem sporazumu o meji med Slovenijo in Hrvaško pozvala h glasovanju proti potrditvi sporazuma.

## Zasebno življenje
Vasko Simoniti je poročen s televizijsko novinarko Alenko Zor Simoniti, je brat diplomata in publicista Iztoka Simonitija in sin skladatelja ter dirigenta Rada Simonitija.

## Dela
- Vasko Simoniti, Turki so v deželi že : Turški vpadi na slovensko ozemlje v 15. in 16. stoletju. Celje, 1990;
- Vasko Simoniti, Vojaška organizacija v 16. stoletju na Slovenskem. Ljubljana, 1991;
- Peter Štih in Vasko Simoniti, Slovenska zgodovina do razsvetljenstva. Ljubljana, Celovec, [1995];
- Vasko Simoniti, »Die Wüstungen im 14. und 15. Jahrhundert mit besonderer Berücksichtigung des slowenischen Gebietes«. Mitteilungen des Instituts für österreichische Geschichtsforschung 103, št. 1/2 (1995) 44-55;
- Vasko Simoniti, »'La paura dei turchi' nel'400 e nel'500 presso gli sloveni : un fattore di aggregazione«. Annali del Dipartimento di studi dell'Europa orientale : Sezione storico-politico-sociale 13/14 (1997), 67-93;
- Vasko Simoniti, »Migrationsprozesse im slowenischen Raum im 16. und 17. Jahrhundert«. V Verfestigungen und Änderungen der ethnischen Strukturen im pannonischen Raum von 1526-1790, ur. Neven Budak in Božena Vranješ Šoljan. Internationales Kulturhistorisches Symposion Mogersdorf, 28. Zagreb, 2000, 22-41;
- Vasko Simoniti, Fanfare nasilja. Razprave in eseji. Ljubljana, 2003;
- Peter Štih in Vasko Simoniti, Slovenska povijest do prosvjetiteljstva. Povijesna knjižnica, 5. Nova dop. izd. Zagreb, 2004.
- Peter Štih, Vasko Simoniti in Peter Vodopivec, Slowenische Geschichte : Gesellschaft - Politik - Kultur. Graz, 2008. ISBN 978-3-7011-0101-6
- Peter Štih in  Vasko Simoniti, Na stičišču svetov : slovenska zgodovina od prazgodovinskih kultur do konca 18. stoletja. Ljubljana, 2009. ISBN 978-961-241-375-0

### E-knjige
- Vasko Simoniti, Slovenska zgodovina - Od zgodnjega novega veka do jožefinskih reform